# 다운주

다운 주의 위치

다운주(영어: County Down, 아일랜드어: Contae an Dúin 콘테 안 둔)는 북아일랜드의 주로 주도는 다운패트릭이며 면적은 2,466km2, 인구는 531,665명(2011년 기준)이다.
주의 동쪽에는 스트랭포드 러프와 아스 반도가 있다. 가장 큰 마을은 북동쪽 해안에 있는 뱅고르이다. 다른 세 개의 큰 마을과 도시들이 국경에 있다: 뉴리는 주와 서쪽 경계에, 리스번 주와 벨파스트는 앤트림 주와 북쪽 경계에 있다. 다운은 북아일랜드의 최남단 지점(크랜필드 포인트)과 아일랜드의 최동단 지점(버 포인트)을 모두 포함한다.
2018년 3월, 선데이 타임즈는 북아일랜드의 5곳을 포함한 영국에서 살기 가장 좋은 장소 목록을 발표했다. 이 목록에는 County Down의 할리우드, 뉴캐슬, 스트랭포드가 포함되어 있다.

## 인구
| 연도                                | 인구    | ±%       |
| ----------------------------------- | ------- | -------- |
| 1653                                | 13,207  | —        |
| 1659                                | 15,183  | +15.0%   |
| 1821                                | 325,410 | +2043.3% |
| 1831                                | 352,012 | +8.2%    |
| 1841                                | 361,446 | +2.7%    |
| 1851                                | 320,817 | −11.2%   |
| 1861                                | 299,302 | −6.7%    |
| 1871                                | 277,294 | −7.4%    |
| 1881                                | 248,190 | −10.5%   |
| 1891                                | 224,008 | −9.7%    |
| 1901                                | 205,889 | −8.1%    |
| 1911                                | 204,303 | −0.8%    |
| 1926                                | 209,228 | +2.4%    |
| 1937                                | 210,687 | +0.7%    |
| 1951                                | 241,181 | +14.5%   |
| 1961                                | 266,939 | +10.7%   |
| 1966                                | 286,631 | +7.4%    |
| 1971                                | 311,876 | +8.8%    |
| 1981                                | 417,978 | +34.0%   |
| 1991                                | 454,411 | +8.7%    |
| 2001                                | 489,004 | +7.6%    |
| 2011                                | 531,665 | +8.7%    |
| [ 1 ] [ 2 ] [ 3 ] [ 4 ] [ 5 ] [ 6 ] |         |          |